# Alma (imię żeńskie)
Alma – współczesne imię żeńskie wywodzące się z łacińskiego słowa oznaczającego „karmicielka”, hiszpańskiego „dusza” lub z węgierskiego „jabłko”.
Alma imieniny obchodzi 10 lipca.

## Osoby noszące imię Alma
- Alma Mahler-Werfel
- Alma Karlin